# Johnnie Tolan
Johnnie Tolan (22 oktober 1917 - Redondo Beach, Californië, 6 juni 1986) was een Amerikaans autocoureur. Hij nam in 1956, 1957 en 1958 deel aan de Indianapolis 500, maar scoorde hierin geen punten voor het wereldkampioenschap Formule 1.